# Pontiac Grand Safari
Der Pontiac Grand Safari war ein von dem US-amerikanischen Autohersteller Pontiac von 1970 bis 1978 gebauter großer Kombi der full-size-Klasse.

## Modellgeschichte
Ab dem Modelljahr 1971 hießen die Luxusausführungen der großen Pontiac-Kombis, die bislang den Namen Safari getragen hatten, Grand Safari.
Die Grand Safari-Kombis zählten in den Modelljahren 1971/72 und 1975 bis 1978 offiziell zur Bonneville-Baureihe, 1973/74 waren sie Teil der Grand-Ville-Serie. Die Kombimodelle der Basisbaureihe Catalina hießen weiterhin Safari.
Der Radstand der Grand Safari-Modelle war bis 1976 einige Zentimeter länger als derjenige der übrigen Bonneville- und Grand Ville-Modelle und betrug 3236 mm.

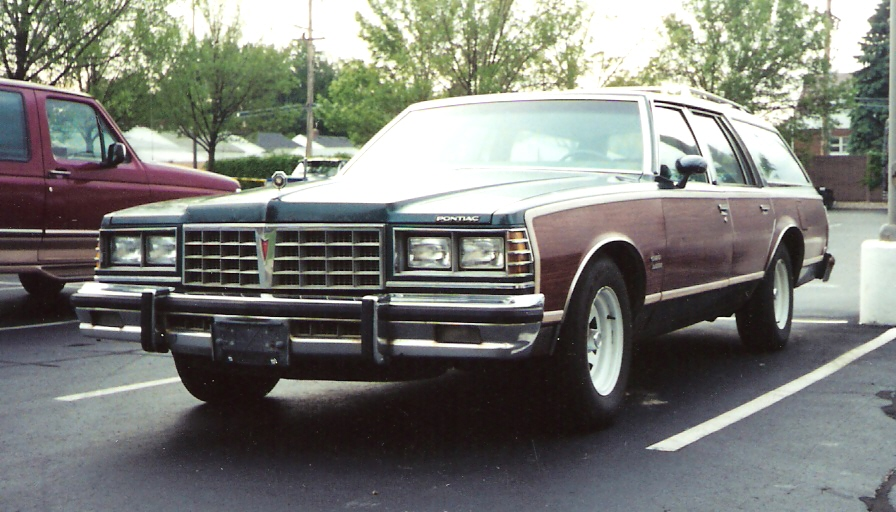
Pontiac Grand Safari (1977)

1977 wurden die großen Pontiac-Modelle erheblich kleiner; das betraf auch die Kombis, die etwa 40 cm an Länge und knapp 500 kg an Gewicht verloren. Während die Heckklappe bei den älteren Ausführungen entlang der Basis der Heckscheibe horizontal zweigeteilt war, besaßen die neuen Modelle eine Hecktür, die sich sowohl (bei elektrisch eingefahrener Heckscheibe) nach unten klappen als auch zur Seite hin öffnen ließ.
Es standen durchgängig zwei Modelle im Angebot, ein Sechssitzer und ein Neunsitzer mit dritter Sitzreihe im Gepäckraum. Angetrieben wurden sie von V8-Motoren von zunächst 7,5 Litern mit 215 bhp, später auch 6,6 mit nur noch 185 bhp und, ab 1977, 5,7 Litern Hubraum.
Ab dem Modelljahr 1979 entfiel die Bezeichnung Grand Safari, stattdessen hieß die Kombiversion des Bonneville wieder Bonneville Safari.
In acht Jahren wurden vom Grand Safari 98.700 Stück gebaut.